# 4048 Samwestfall
4048 Samwestfall este un asteroid din centura principală, descoperit pe 30 octombrie 1964 de Goethe Link Obs..